# Nguyễn Chí Thanh

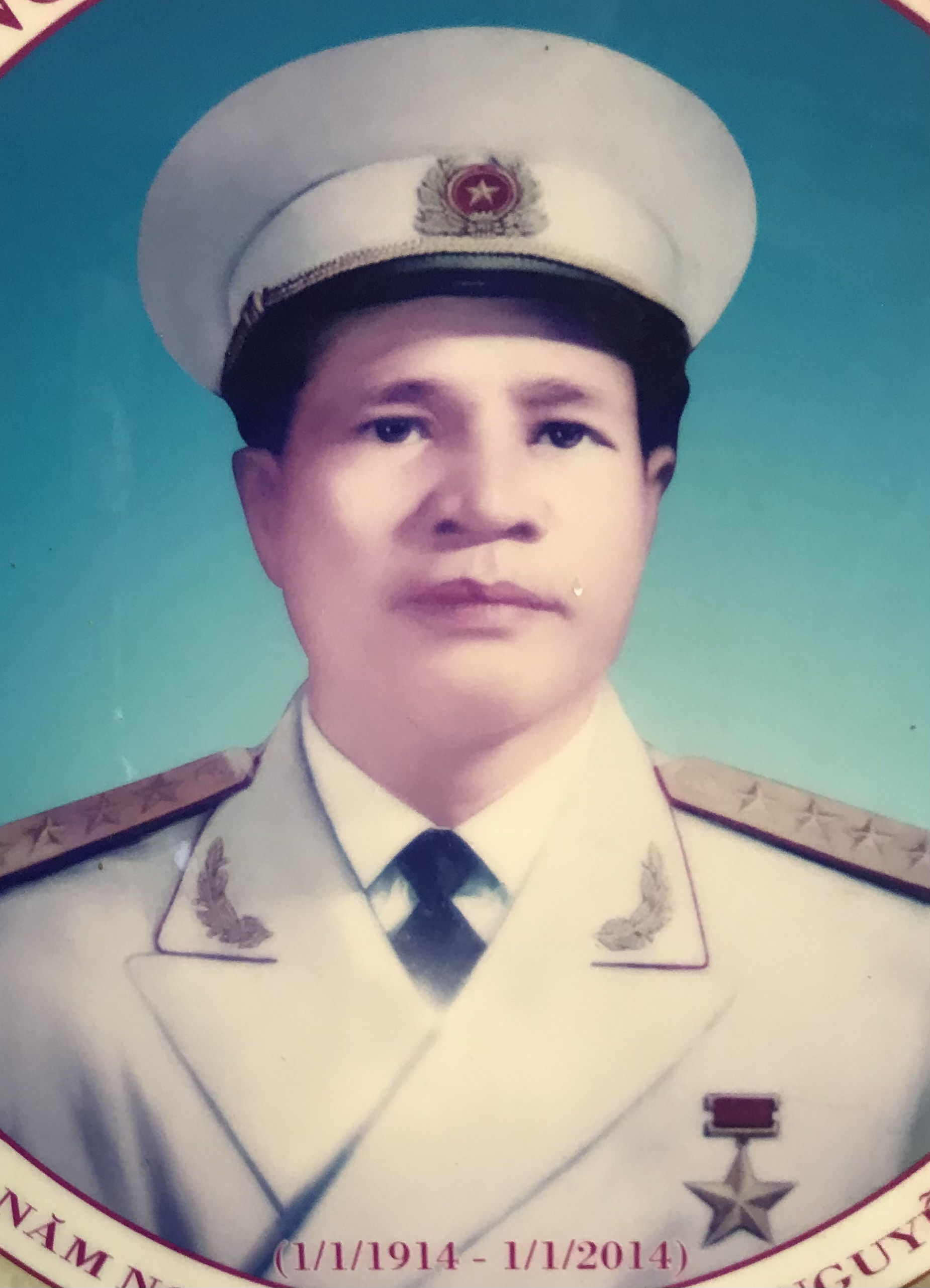
Nguyễn Chí Thanh

Nguyễn Chí Thanh (* 1. Januar 1914; † 6. Juli 1967; eigentlicher Name: Nguyễn Văn Vịnh) war ein Offizier im Generalsrang der Volksarmee Vietnams während des Indochinakriegs und Vietnamkriegs. Während des Vietnamkriegs befehligte er die kommunistischen Truppen in Südvietnam bis zu seinem Tod 1967.

## Leben
Nguyễn Chí Thanh wurde als Sohn armer Bauern in der Provinz Thừa Thiên geboren. Er schloss sich 1937 der Kommunistischen Partei Indochinas an. Während der Augustrevolution 1945 gehörte er zu den Führungskadern der Partei und wurde Mitglied des Zentralkomitees. 1950 wurde er Chef der politischen Abteilung der Streitkräfte. Er machte während des Indochinakriegs rasch Karriere bei der Volksarmee und wurde 1951 in den Generalsrang erhoben. Ende der 1950er-Jahre wurde Nguyen Chi Thanh Teil eines Machtblocks um Le Duan.
Während des Vietnamkriegs fungierte Nguyễn Chí Thanh als Befehlshaber der in Südvietnam operierenden Kräfte der Kommunisten. Ab 1966 setzte er auf eine Taktik, mit Großverbänden eine enge Infiltration an den Gegner zu suchen, um aus der Nähe loszuschlagen, um möglichst große Verluste zu erzielen. Er wurde deswegen von Vo Nguyen Giap kritisiert, welcher verlustärmere Guerillataktiken in dieser Kriegsphase bevorzugte.
Nguyễn Chí Thanh starb 1967 entweder an einem Herzinfarkt oder einem Luftangriff der USA. Es gibt auch Spekulationen über einen politischen Mord. Sein Tod setzte Machtverschiebungen innerhalb der Führungsspitze der Partei in Gang, welche zu einer präventiven Repression von Le Duan gegen die Hausmacht von Vo Nguyen Giap führte. Hierbei wurden mehrere hundert Kader verhaftet oder abgesetzt, da Le Duan durch den Verlust seiner Verbündeten um seinen Einfluss fürchtete.